# 210533 Seanmisner
210533 Seanmisner este un asteroid din centura principală de asteroizi.

## Descriere
210533 Seanmisner este un asteroid din centura principală de asteroizi. A fost descoperit pe 20 martie 1999 la Apache Point Observatory în cadrul programului Sloan Digital Sky Survey. Asteroidul prezintă o orbită caracterizată de o semiaxă mare de 2,27 ua, o excentricitate de 0,14 și o înclinație de 2,4° în raport cu ecliptica.